# Kistorony
Kistorony (románul: Turnișor, németül: Neppendorf, szászul Neppenderf) egykor önálló falu Romániában, Erdélyben, Szeben megyében. Ma Nagyszeben városhoz tartozik.

## Fekvése
A település ma Nagyszebennel egybeolvadva a város délnyugati negyedét alkotja, 412 méteres tengerszint feletti magasságban.

## Nevének eredete

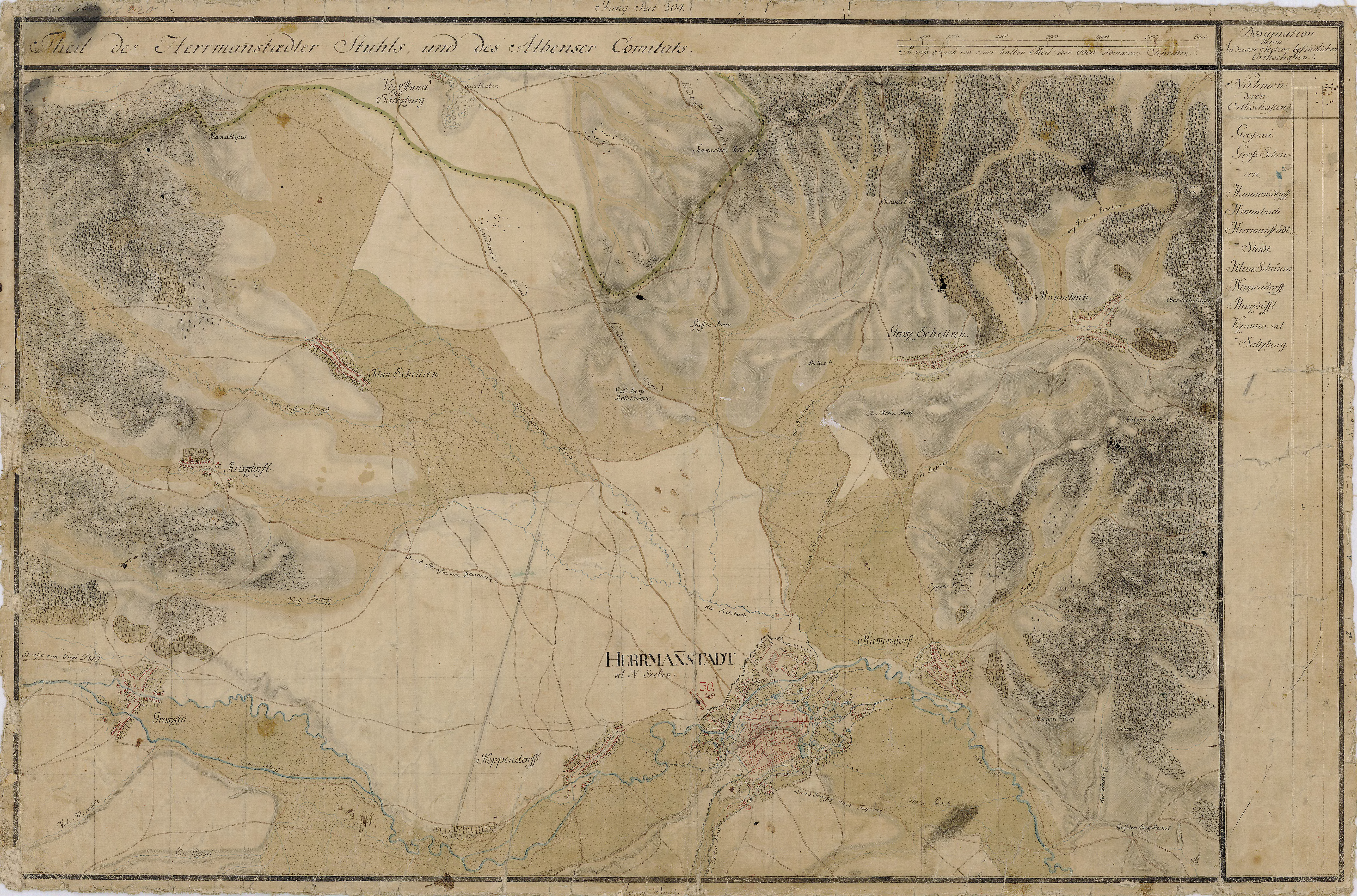
Neppendorf környéke 1769-1773 között

Magyar nevét először Inczédi Pál említi, 1686-ban: Kis-Toronyhoz (Dobó Ferenc másolatában). Vsz. a falu határában egykor állt őrtoronyról kapta, amelynek nyomait 1874-ben tárták föl a Bei der Turm dűlőben. Német neve szóhatár-eltolódással keletkezett, az Eppendorf alakból („in Eppendorf”), amely maga személynévi eredetű (Eppo – vsz. egykori gerébjéről). Első említései: villa Epponis (1327), Opponis (1332), Epindorf (1336), Eppendorf (1339), Oppendorph (1382), Neppendorf (1468). Román neve a magyarral azonos jelentésű.

## Története
Szebenszéki szász szabadfalu volt. 1493-ban a törökök elpusztították. Lakossága 1536-ban tért át az evangélikus hitre. 1658-ban itt táborozott a Nagyszebent ostromló II. Rákóczi György. 1708-ban a kurucok fölgyújtották. 1721-ben 25 szász és 24 román család lakta.
1734–1735-ben 301 salzkammerguti evangélikust (landlert) költöztettek be. Ezzel ők kerültek többségbe a falu német lakosságán belül. A nyelvjárás és az ünneplő ruha különbségei egészen a 20. század végéig megkülönböztették a landlereket és a szászokat, a vegyes házasságokat pedig szigorú jogszokások szabályozták.
1929-től villamosjárat kötötte össze Nagyszeben központjával. 1945-ben  597 lakosát deportálták a Szovjetunióba, a kiszabadult 518 fő kb. egynegyede egyenesen Németországba távozott.
1949. július 24-én itt alakult meg az öt első romániai szocialista termelőszövetkezet egyike.
1954-ben csatolták Nagyszebenhez. Az 1980-as években egy részét lakóteleppel építették be.

## Lakossága
1900-ban 2629 lakosából 2083 volt német, 430 román és 110 magyar anyanyelvű; 2083 evangélikus, 413 ortodox, 69 római katolikus és 47 református vallású.

## Nevezetességei

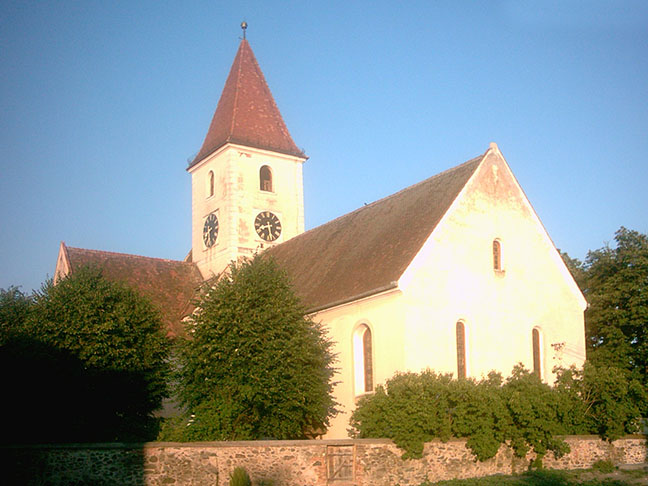
Az evangélikus templom

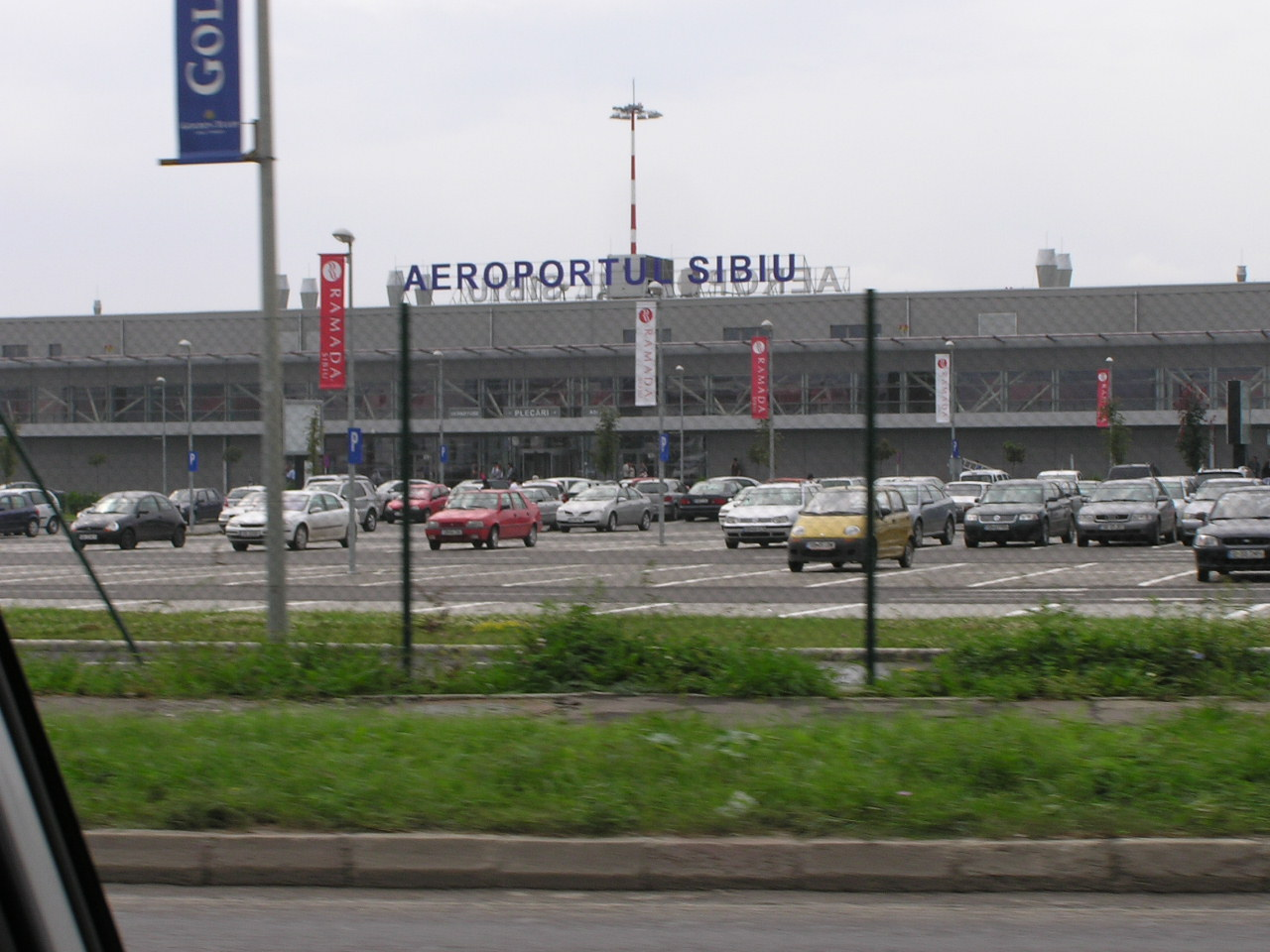
A nemzetközi repülőtér

- Területén található Nagyszeben nemzetközi repülőtere. Főként katonai célból építették ki 1943-ban, de már 1944-től megindult rajta a belföldi polgári légiforgalom. Az első nemzetközi járatok 1992-ben indultak. 2006–2008-ban korszerűsítették. 2008-ban 5995 gép szállt rajta le, illetve fel, 165 057 utassal. 2009-ben közvetlen járatok kötötték össze Temesvárral, Bukaresttel, Marosvásárhellyel, Béccsel, Kölnnel, Stuttgarttal, Londonnal és Madriddal.
- Evangélikus temploma a 13. század elején épülhetett, háromhajós bazilikális templomként. Ebből a déli oldalhajó keleti része, a szentélynégyszög és a félköríves apszis maradt meg. Az 1493-as török pusztítás után 1548-ra hozták helyre. A 18. században újraboltozták és kiegészítették. Ekkor még helyreállították védőfalait is, amelyek ma már csak részben állnak.
- Az 1997-ben létesült Evangelische Akademie Siebenbürgen
- A településen tartja udvartartását Iulian Rădulescu, aki 1993-ban a világ cigányainak „császárává” kiáltotta ki magát.
- Waldorf-iskola.

## Híres emberek
- Itt született 1896-ban George Calboreanu színész.
- Itt született 1915-ben Hellmut Klima történész.

## Galéria

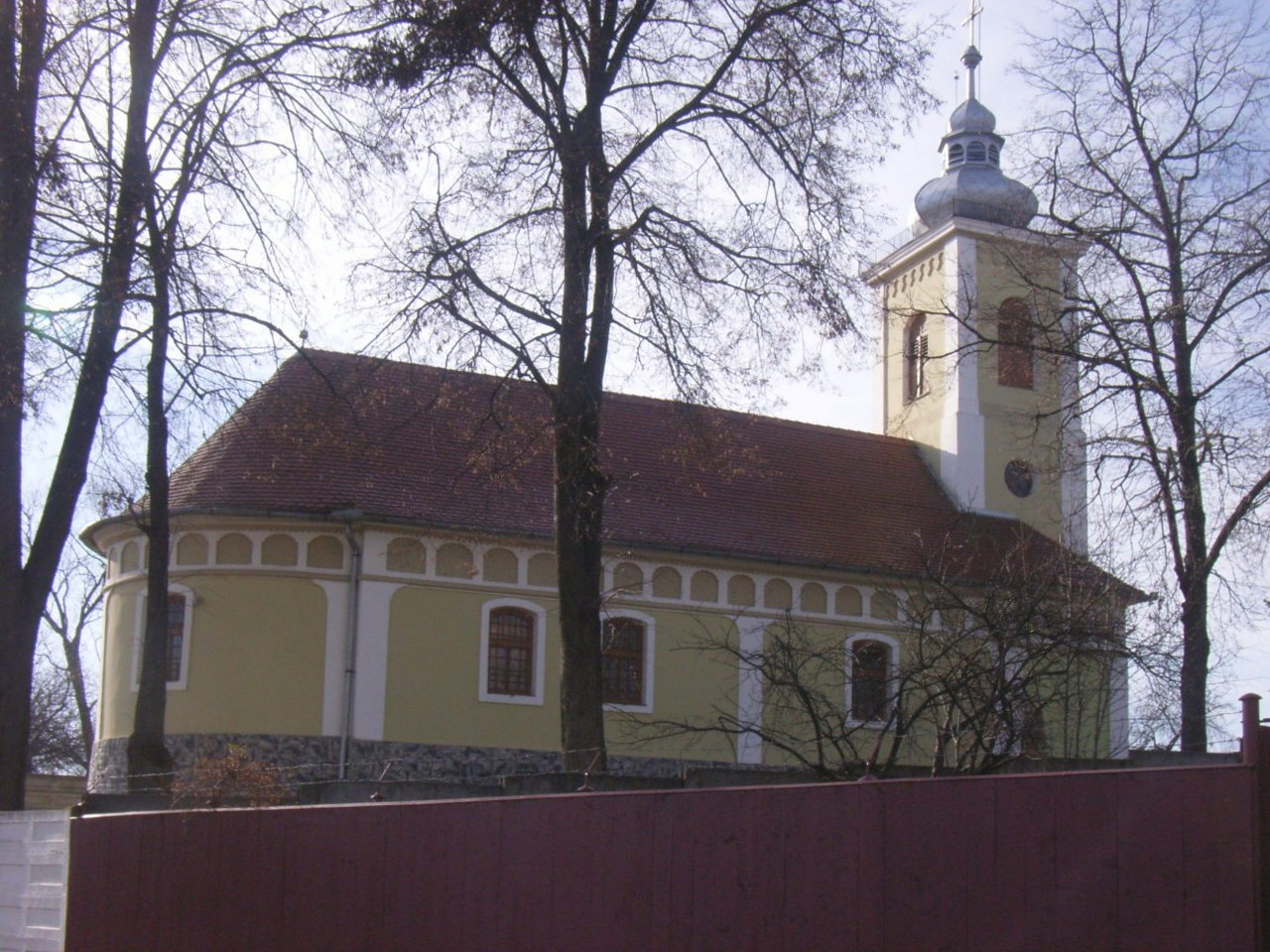
Ortodox templom
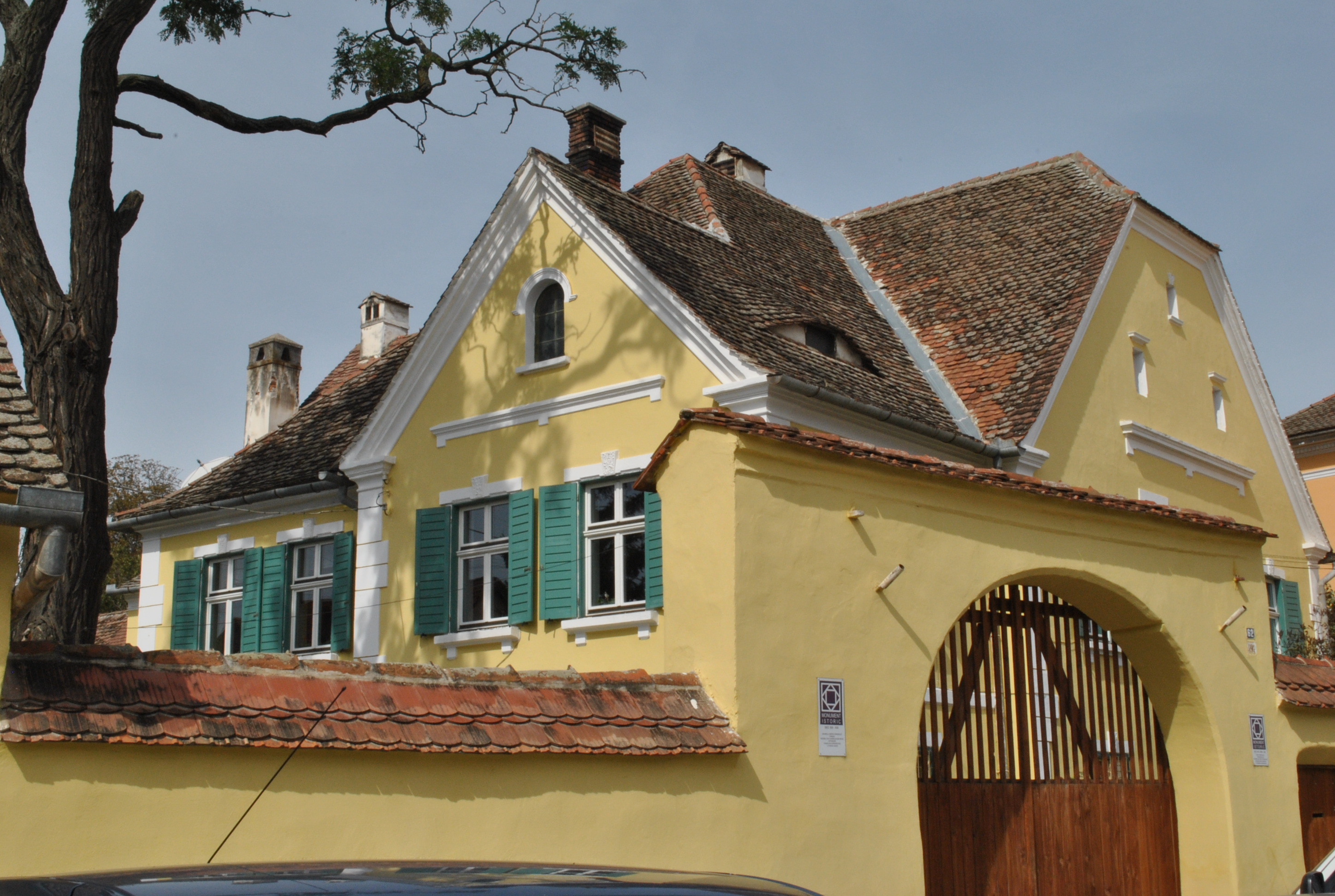
Evangélikus parókia